# Gevi Çayı
Gevi Çayı è un fiume turco tagliato dalla diga di Patnos. Si trova nella provincia di Ağrı. Attraversa la città di Patnos prima di unirsi al Tigri  nel distretto di Patnos nella provincia di Ağrı.